# Marlowe
Marlowe – amerykański film kryminalny z 1969 na podstawie powieści Raymonda Chandlera Siostrzyczka. Główną rolę zagrał James Garner, a w epizodach wystąpili m.in. Bruce Lee, Gayle Hunnicutt, Rita Moreno, Sharon Farrell, Carroll O’Connor i Jackie Coogan.

## Opis fabuły
Do prywatnego detektywa Philipa Marlowe'a zgłasza się młoda dziewczyna Orfamay i prosi go o odnalezienie jej brata. Marlowe odkrywa, że w sprawę zamieszana jest aktorka Mavis Wald, związana ze słynnym gangsterem. Detektyw wpada w poważne tarapaty.

## Główne role
- James Garner jako Philip Marlowe
- Gayle Hunnicutt jako Mavis Wald
- Rita Moreno jako Dolores Gonzales
- Bruce Lee jako Winslow Wong
- Sharon Farrell jako Orfamay Quest
- William Daniels jako pan Crowell
- H.M. Wynant jako Sonny Steelgrave
- Jackie Coogan jako Grant W. Hicks
- Kenneth Tobey jako sierżant Fred Beifus
- Christopher Cary jako Chuck
- George Tyne jako Oliver Hady
- Corinne Camacho jako Julie